# Ренік (Міссурі)
Ренік (англ. Renick) — селище (англ. village) в США, в окрузі Рендолф штату Міссурі. Населення — 154 особи (2020).

## Географія
Ренік розташований за координатами 39°20′31″ пн. ш. 92°24′39″ зх. д. / 39.34194° пн. ш. 92.41083° зх. д. (39.341929, -92.410916).  За даними Бюро перепису населення США в 2010 році селище мало площу 0,51 км², уся площа — суходіл.

## Демографія
Згідно з переписом 2010 року, у селищі мешкали 172 особи в 70 домогосподарствах у складі 51 родини. Густота населення становила 334 особи/км².  Було 75 помешкань (146/км²).
Расовий склад населення:
| - 99,4 % — білих - 0,6 % — чорних або афроамериканців |

До двох чи більше рас належало 0,0 %. Частка іспаномовних становила 1,7 % від усіх жителів.
За віковим діапазоном населення розподілялося таким чином: 23,3 % — особи молодші 18 років, 59,8 % — особи у віці 18—64 років, 16,9 % — особи у віці 65 років та старші. Медіана віку мешканця становила 42,7 року. На 100 осіб жіночої статі у селищі припадало 109,8 чоловіків;  на 100 жінок у віці від 18 років та старших — 116,4 чоловіків також старших 18 років.
Середній дохід на одне домашнє господарство  становив 45 618 доларів США (медіана — 38 750), а середній дохід на одну сім'ю — 55 177 доларів (медіана — 50 357). За межею бідності перебувало 19,2 % осіб, у тому числі 35,7 % дітей у віці до 18 років та 18,2 % осіб у віці 65 років та старших.
Цивільне працевлаштоване населення становило 101 осіб. Основні галузі зайнятості: роздрібна торгівля — 24,8 %, освіта, охорона здоров'я та соціальна допомога — 23,8 %, виробництво — 17,8 %.